# Krahn occidental
Le krahn occidental, ou krahn, est une langue kru parlée au Liberia et en Côte d’Ivoire.

## Écriture
L’orthographe du krahn occidental utilisé en Côte d’Ivoire est différent de celui utilisé au Liberia.
Au Liberia, les voyelles krahn sont écrites avec les lettres i, e, ɛ, a, u, o, ɔ comme beaucoup de langue du Liberia.
Les tons sont indiqués à l’aide de signes diacritiques : la barre verticale pour le ton haut, l’absence de signe diacritique pour le ton moyen, l’accent grave pour le ton bas et le caron pour le ton montant.
Le pluriel est indiqué en suivant le mot d’un signe plus, c’est-à-dire le caractère dactylographique + ou un des caractères informatiques lui ressemblant comme la lettre modificative signe plus U+02D6 ˖ ou même la lettre latine petite capitale i barré U+1D7B ᵻ, par exemple le pluriel de ‹ gbè ›, « chien », prononcé [ɡbè], est écrit ‹ gbè+ › et prononcé [ɡbì].